# Ritratto di giovane (Rosso Fiorentino)
Il Ritratto di giovane è un dipinto a olio su tavola (88,7x67,9 cm) di Rosso Fiorentino, databile al 1522 circa e conservato nella National Gallery of Art di Washington.

## Storia
L'opera è nota dal 1857, quando si trovava nelle collezioni di Sir Thomas Sebright a Beechwood Park, passando poi per altre collezioni inglesi, per altro con attribuzione ad Andrea del Sarto. Negli anni trenta ne venne in possesso Alessandro Contini-Bonacossi, il quale lo vendette poi, nel 1950, alla Samuel H. Kress Foundation che a sua volta ne fece dono al museo statunitense nel 1961.
La fattura dei panni mostra affinità con la Pala Ginori (del 1523), inoltre le radiografie hanno dimostrato che, riguardo al supporto ligneo, il pittore riciclò un frammento già dipinto (non abbozzato) di qualcos'altro, magari una pala d'altare scartata dai committenti, come la Pala dello Spedalingo, in cui si vede una santa di profilo che somiglia in tutto alla sant'Apollonia in basso a destra della Pala Ginori e che è assimilabile inoltre alla figura di sant'Agata che compare nella pala di Francesco Vanni nella collegiata di Asciano: la stessa pala ascianese è nota per contenere una copia, inserita nella composizione, del frammento dell'Angiolino musicante degli Uffizi (datato 1521). Ecco che allora il legno del ritratto di Washington e l'Angiolino avrebbero potuto forse fare parte di un'unica pala del Rosso, sezionata per ragioni ignote, ma che il Vanni vide forse in copia e copiò a sua volta (in maniera più o meno fedele) nell'anno 1600.

## Descrizione e stile
Su uno sfondo verde si staglia fiera la figura di un giovane a mezza figura, rivolto di tre quarti verso destra con il volto ruotato verso lo spettatore. Un braccio è puntato a compasso in vita, col gomito che sporge lungo la diagonale in scorcio, mentre l'altro si regge più mollemente alla cintura. L'abito e il cappello bicorno sono neri, colore del lusso dell'alta aristocrazia dell'epoca, mentre dal collo sporge appena la camicia bianca pieghettata. Tutto concentra l'attenzione sul volto del personaggio, così espressivo nella sua individuazione personale.
L'opera ha una stesura rapida, poco dettagliata, tipica delle opere di Rosso, con la pennellata un po' sfilacciata e visibile.

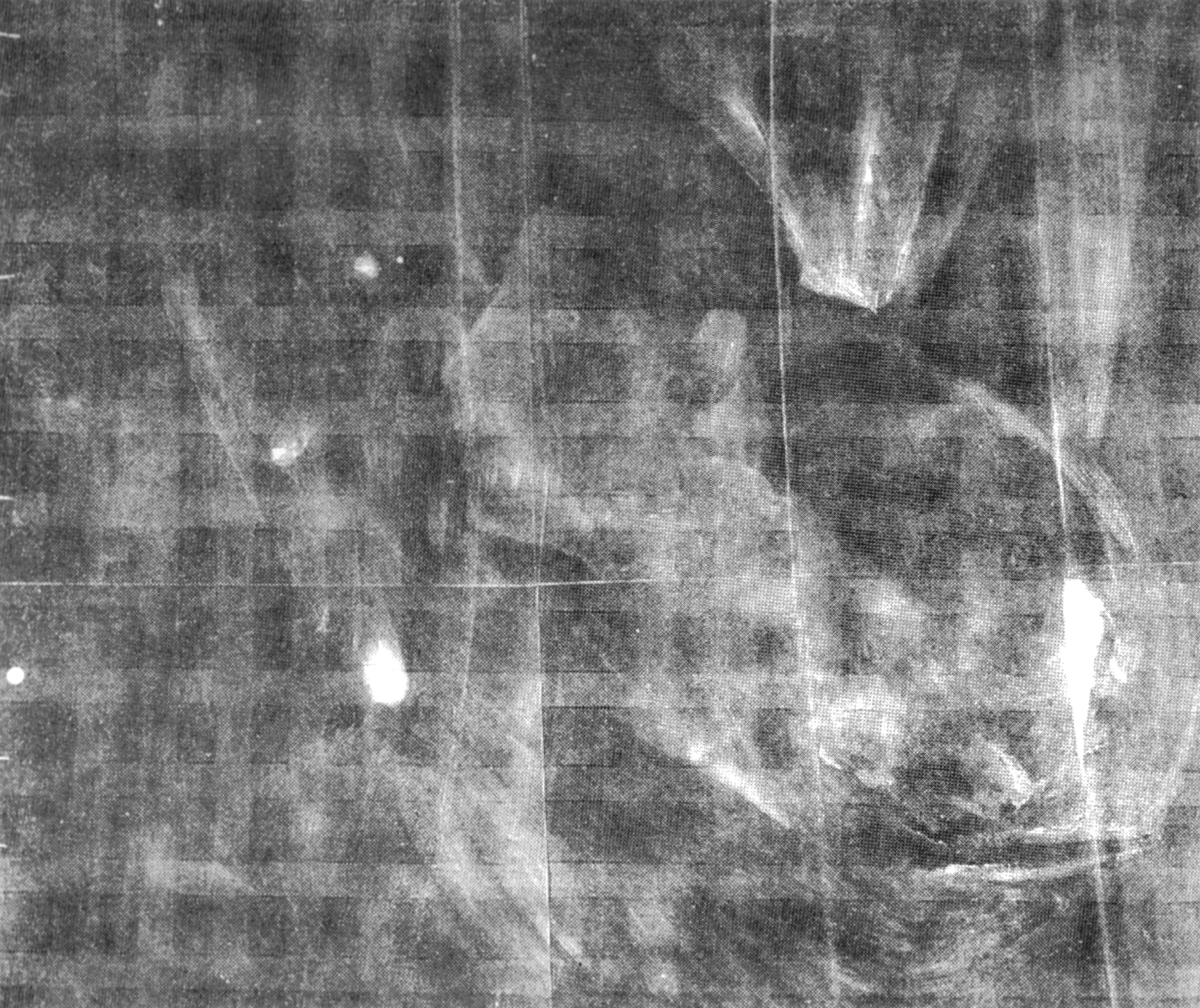
Radiografia della tavola
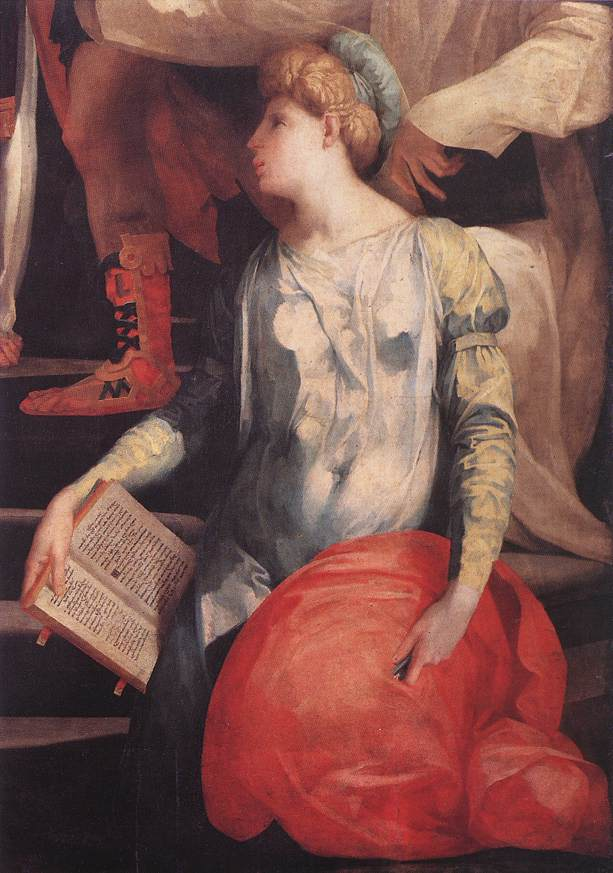
Sant'Apollonia nello Sposalizio della Vergine (Pala Ginori)
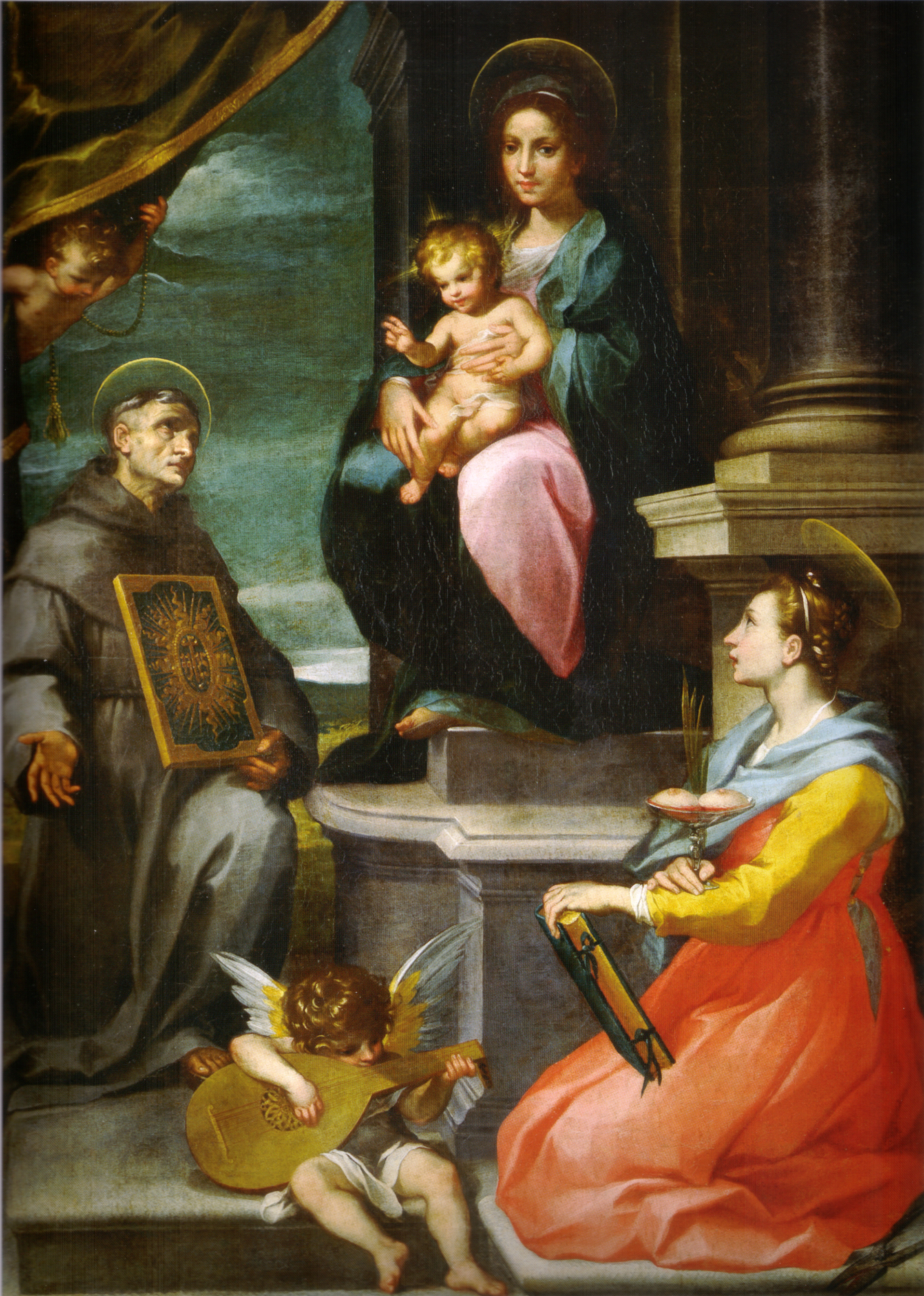
Francesco Vanni, pala della collegiata di Asciano, 1600
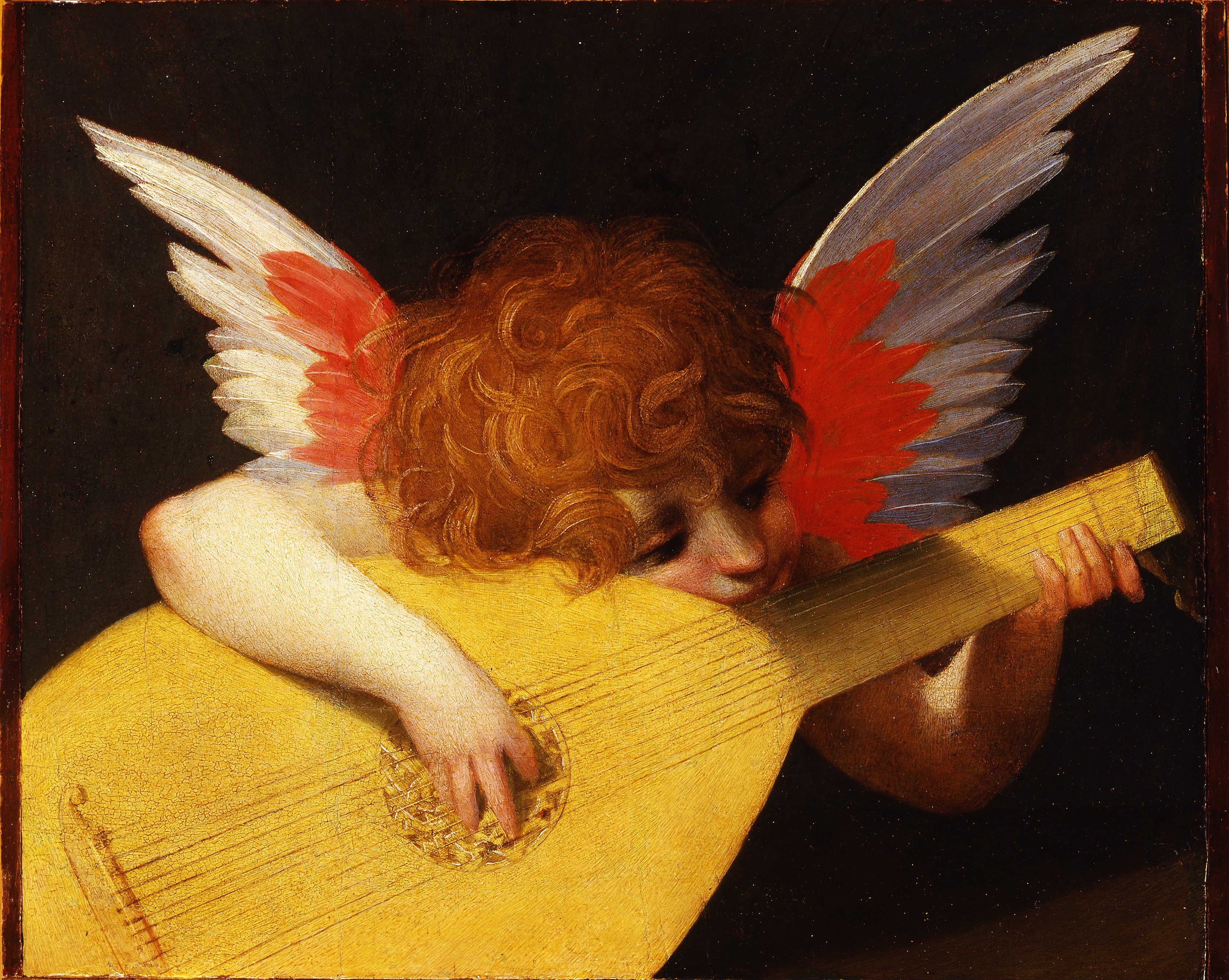
Angiolino musicante, Uffizi